# 地黄煎
地黄煎（じおうせん）は、地黄（アカヤジオウ）の根を煎じた生薬、およびそれを添加して練った日本の飴である。江戸（現在の東京都）では下り飴・くだり飴（くだりあめ）とも称した。日本では膠飴（こうい）と表記し「じおうせん」「じょうせん」と読む場合もある。

## 略歴
地黄（アカヤジオウ）の地下茎に補血・強壮・止血の作用があることは、古く『神農本草経』に記載されて知られていた。地黄を日本では別名で「佐保姫」と、春の女神の名で呼ぶ。
平安時代（8世紀 - 12世紀）、宮内省典薬寮は、「供御薬」という宮中行事により、毎年旧暦11月1日、地黄煎を調達していた。このことにより地黄煎の栽培・販売について、その後の供御人の身分が形成された。典薬寮を本所とした、地黄煎の販売特権をもつ供御人による「地黄煎商売座」という座を形成、この座による販売人を「地黄煎売」（じおうせんうり）という。産地は摂津国、和泉国、山城国葛野郡であった。
中世（12世紀 - 16世紀）期の「地黄煎売」の姿は、番匠（大工）がかぶる竹皮製の粗末な笠である「番匠笠」、小型の桶を棒に吊るし振売のスタイルであった。室町時代、15世紀末の1494年（明応3年）に編纂された『三十二番職人歌合』には、糖粽（とうそう）を売る「糖粽売」とともに「地黄煎売」として紹介されている。このころ振売を行っていた「地黄煎売」は、「飴売」とみなされていた。
江戸時代（17世紀 - 19世紀）にも、飴としての「地黄煎」は製造・販売されており、1692年（元禄5年）に井原西鶴が発表した『世間胸算用』にも、夜泣きに効くという趣旨で「摺粉に地黄煎入れて焼かへし」というフレーズで登場する。寛文元年（1661年）の加賀藩の資料によれば、石川県金沢市泉野町のあたりの旧町名は「地黄煎町」であった。1695年（元禄8年）に発行された『本朝食鑑』には、膠煎（じょうせん）として紹介され、これを俗に「地黄煎」という、としている。1712年（正徳2年）に発行された『和漢三才図会』によれば、膠飴（じょうせん）と餳（あめ）は湿飴（水飴）とは異なり、前者は琥珀色、後者は白色であり、煮詰めて練り固めて製造する膠飴のなかでも、切ったもの（切り飴）を「地黄煎」という、と説明している。